# 論法的精神
《論法的精神》（法語：De l'esprit des lois）是法國思想家孟德斯鳩的政治學名著，歷時14年完成。該作品最早的中文版本譯作《萬法精理》，于1902年由日本人何禮之和中國人张相文、程炳熙根據日譯本翻譯而來。1909年，嚴復將其譯為《法意》。
在書中，孟德斯鳩採取與意識主義和自然主義截然不同的方法來分析政治行为，並致力于從社會學的角度來分析政治習俗，從而提出了一種創新的理論：法律不是戒律的表現方式，而是對不同因素的觀察和調整；這些因素分为文明（傳统、宗教等）和自然（氣候、地理等）兩類。

## 出版經歷
- 1748年10月末和12月初，為了逃避當時的審查制度，《法意》由克勞汀·蓋因·德·唐森資助在日內瓦以匿名的方式出版。唐森也購買了很多本送給其親友。
- 1749年，在唐森、克洛德·格罗斯·德博兹（英语：Claude Gros de Boze）和皮埃尔·米歇尔·胡阿特（Pierre-Michel Huart）的幫助下，孟德斯鳩推出了勘誤版[6]。首發日的當天，市場出現了很多充滿謬誤的盜版，反證了這本書的受歡迎程度。
- 1750年，《法意》的出版令孟德斯鳩遭到了保守主義者[7]和教會人士的猛烈抨擊。他的氣候影響政治的理論也被認為具有否定論的傾向。一些百科全書學者批評孟德斯鳩的保守主義傾向：孟德斯鳩支持精英政治。不過另一部分百科全書學者則為之擊節叫好，唐森的私生子让·勒朗·达朗贝尔特意寫了一首頌詞來讚揚孟德斯鳩。為了回擊這些批評，孟德斯鳩推出了《為論法的精神辯護》一書。
- 1909年，嚴復將此書譯為中文，題名為《法意》，由上海商務印書館出版。嚴復致力翻譯時，加入300多條按語。卷首還介紹孟德斯鳩的生平事蹟。嚴復更表示「拿破崙於兵間攜書八種自隨，而《法意》為之一。後其國更張法典，勒成專編，近世法家，仰為絕作，而《法意》則其星宿海也。」

## 憲政理論
孟德斯鳩將政治體系分為三類：共和制、君主制以及專制。共和制會隨著不同國家、習俗而有所改變，對於平民較為開放的便為民主共和，而較為採取菁英取向的便是貴族共和。而君主制與專制的不同取決於有無「制衡力量」，即貴族、教士等等。如果有的話便是君主制度；若沒有的話便是專制。
孟德斯鳩認為在這些政治體制背後有一套「原則」存在。這套「原則」會驅動人民來支持該政權並為其效力。以民主共和而言，此原則變為「崇尚德性」--將公共利益置於個人之上。對君主制而言，動力則是「熱愛榮譽」，對於更高位階、特權的渴望。最後，對於專制政體而言，原則便是「對統治者的恐懼」。一個政治體系如果缺乏支撐的原則，孟德斯鳩認為它便無法長久存在。舉例來說，英國在內戰之後（1642–1651）無法維持共和國的存在，便是因為這個社會缺乏對於德性的崇尚。

## 評價
一部分人認為《法意》一書推崇開明的精英政治。孟德斯鳩提醒君主和貴族們，假如他們不願意分享一個或一部分人權力的話，專制制度將會帶來風險。也有一些人認為《法意》是法國1791憲法三權分立原則和美國憲法權力制衡原則的思想源泉。
部分當代的評論家則反對將孟德斯鳩視為分權學說和政治自由主義的理論學家。
Charles Eisenmann 和Louis Althusser分别在1933年和1959年提出類似看法。他們認為孟德斯鳩當初的目的一方面是要說服貴族們，如果失去了君主，那就會有一場暴動，另一方面則試圖說服君主們，如没有了貴族的支持，他們就會失敗。從這個角度看，孟德斯鳩所宣揚的“適度”只不過是由貴族們來分享部分權力罷了。
Jean Goldzink 在2011年發表的《孟德斯鳩的孤獨：找不到自由主義的代表作》（Dans La solitude de Montesquieu: le chef-d’œuvre introuvable du libéralisme）一書中提出孟德斯鳩不属于洛克所代表的自然法學家流派。他認為孟德斯鳩反對存在超越特别法的個體權利，其政治學說是建立在形勢和環境的多樣性基礎上的，與自然法學派主張的普世主義完全相反。

## 纪念
波爾多有一條中心大街被命名為“法的思想”，附近的另外一條街則被命名為“孟德斯鳩大街”。1982年的200法郎背面印有孟德斯鳩的頭像和一個手持標有法的精神字樣徽章的寓言人物。

## 引用和注释
1. ↑  . 華東政法學院. 1994  [2020-07-24]. （原始内容存档于2021-02-05）.
2. ↑  . 北京大學出版社. 1999  [2020-07-24]. （原始内容存档于2021-02-05）.
3. ↑  . 1985  [2020-07-24]. （原始内容存档于2021-02-05）.
4. ↑  與洛克和盧梭不同
5. ↑  托馬斯·霍布斯和讓·雅克·盧梭的觀點
6. ↑  Jean Sareil, Les Tencins, Droz, Genève, 1969, p. 396.
7. ↑   1979年10月9日出版的新教會報的評論